# Mahamandalesvár
A mahámandalesvár (vagy maha Mandalesvár) (dévanágari:महामण्डलेश्वर) egyes hindu szerzetesek, a Sankaracsárja alapította Dasanámi lemondás útját választók (szvámik) rendje által használt cím. A személyt, akit mahamandalesvárnak neveznek ki, társai választják a legmagasabb szintű hagyományos hindu spirituális vezetőcímre. Ma Indiának 80 mahamandalesvárja van, akik továbbviszik Ádi Sankaracsárja 1200 éve elkezdett munkáját.
Szó szerint a mahamandalesvár azt jelenti, hogy “Tekintélyes és/vagy számos monostor elöljárója” vagy „Vallási kerület vagy tartomány elöljárója” (maha = nagy, mandala = kerület, ísvara = vezető, legfelsőbb). A dasanámi rendben kétféle szervezeti rendszer van. Mind a tíz név (dasa= tíz, námi=név), amelyet a szerzetes beavatáskor kapott nevéhez csatolnak, a Sankaracsárja által alapított négy fő monostori központhoz tartozik, amelyeket közvetlen örökösei irányítanak. Ezek a Dzsjotir Észak-Indiában, Szarda nyugaton, Sringeri délen és Govardhan keleten.
A másik rendszer az akhara rendszer, amelynek tagjai a mahamandalesvárok. Az eredetük az India területére betörő iszlám invázió korai idejére tehető vissza (i.e. 1000 körül), amikor temérdek szerzetes gyilkos támadások célpontjává vált. Védelmük érdekében létrehozták szerzetes-harcosokból álló seregüket, hogy megőrizzék a hagyományos indiai harcművészetet és spirituális gyakorlataikat. Tehát azonfelül, hogy a rendeket helyi szinten megszervezték, történelmileg katonai jellegű seregként is szolgáltak, melyeknek a mahamandalesvárok voltak hadvezérei.
2013. február 13-án két horvát származású személy lett első európaiként mahamandalesvár a Maha Nirváni Akhara hosszú történelme során. Az esemény a Kumbh melán, Prjág Rádzson (Alláhábád) történt, ahol több mint 140 millió ember gyűlt össze és fürdött meg a három szent folyó, a Gangesz, a Jamuna és a Szaraszvati találkozásánál. Egy szannjászi (hindu szerzetes) számára a mahamandalesvár avatás a legmagasabb megtiszteltetés, mely a katolikusoknál a kardinálishoz hasonlítható.
Mahamandalesvár Szvámi Vivékpurí (Tino Pavlin) és Mahamandalesvár Szvámí Gjánesvárpuri (Igor Mrkoci) régóta tanítványai Őszentsége Visvaguru Mahamandalesvár Paramahansz Srí Szvámí Mahésvaránandának (Szvámídzsínak). Ők az első európaiak, akiket a rend (Akhara) meghívott soraiba, miután spirituális szövegeket, történelmet és szanszkrit nyelvet tanultak. Szvámi Vivékpuri egyben a Horvátországi Hindu Szövetség elnöke is. A Jóga a mindennapi életben rendszerből immáron négy mahamandalesvárt avattak a Maha Nirváni Akharában: a 2010-es, haridvári Kumbh melán Szvámi Dzsaszrádzspuri, ausztrál származású szannjászi kapta meg a mahamandalesvár rangot.